# Tianguismanalco
Tianguismanalco es una localidad del estado mexicano de Puebla. Es cabecera del municipio de Tianguismanalco.

## Toponimia
El nombre «Tianguismanalco» proviene de los términos en náhuatl tianquiztli, mercado; manalli, aplanar; co, locativo. Su significado es «en el mercado aplanado».

## Demografía
| Gráfica de evolución demográfica |
|                                  |

| Censo | Población |
| ----- | --------- |
| 1900  | 2 371     |
| 1910  | 2 574     |
| 1921  | 1 922     |
| 1930  | 2 061     |
| 1940  | 1 658     |
| 1950  | 2 310     |
| 1960  | 2 970     |
| 1970  | 3 284     |
| 1980  | 3 840     |
| 1990  | 4 528     |
| 1995  | 4 774     |
| 2000  | 4 881     |
| 2005  | 5 171     |
| 2010  | 5 187     |
| 2020  | 5 782     |